# Iris cabulica
Iris cabulica là một loài thực vật có hoa trong họ Diên vĩ. Loài này được Gilli miêu tả khoa học đầu tiên năm 1954.